# Eduardo Nery
Eduardo José Nery de Oliveira GOIH (Figueira da Foz, 2 de setembro de 1938 — Lisboa, 2 de março de 2013) foi um artista plástico e pintor português .

## Biografia
Eduardo Nery nasce na Figueira da Foz em 1938. No ano seguinte a família instala-se em Lisboa; frequenta o Liceu D. João de Castro e em 1956 inscreve-se no curso de pintura da ESBAL. Participa pela primeira vez numa exposição coletiva em 1957 (na Sociedade Nacional de Belas Artes, Lisboa). Em 1959 transita para o curso de arquitetura da ESBAL, de que desiste. Nesse mesmo ano viaja até Paris e, no ano seguinte, inicia um estágio com Jean Lurçat em Saint-Céré, França, familiarizando-se com o universo da tapeçaria contemporânea.
Foi casado com a artista plástica Ana Vieira, pai de Paula Nery e de Miguel Nery.
Realizou numerosas exposições individuais, nomeadamente: Museu Nacional de Arte Antiga, Lisboa  (1976); Museu Nacional Soares dos Reis, Porto (1976; 2004); Centro de Arte Moderna José de Azeredo Perdigão , Fundação Calouste Gulbenkian, Lisboa (1981; 1987; 1997; 2005); Culturgest, Lisboa (1997); Museu Nacional do Azulejo, Lisboa (2003).
A 8 de Junho de 2012 foi feito Grande-Oficial da Ordem do Infante D. Henrique.

## Obra

Espaço Ilusório, 1969-70, tapeçaria, 176 x 292 cm

A sua obra inicial fica marcada pela influência de gestualistas como Hans Hartung ou Pierre Soulages. A partir de 1965 evolui para um idioma diverso, próximo da Op Art, "revelando-nos um trabalho inovador, de um cromatismo vibrante e jogos cinéticos"  em que faz a desmontagem dos mecanismos da percepção visual. A sua pintura por vezes tridimensionaliza-se, expande-se para lá dos suportes tradicionais.
Através de padrões de repetição, Nery multiplica e desmultiplica terceiras dimensões, revelando-nos "espacialidades perturbadas, onde a vertigem ou o labirinto se instalam como metáfora de uma geometria plana", como acontece com a tapeçaria Espaço Ilusório (1969-70), onde encontramos "um espaço ilimitado, silenciosamente dobrado e desdobrado […] que espelha o capricho cósmico ou, talvez antes, se apropria, por intuição racionalizada, da sua misteriosa razão de ser" .

Vida e Morte, 1972, pintura sobre platex, 120 x 100 cm

"Depois, por lógica coerência interna, Nery chegou a soluções dadaistas de anti-pintura, na destruição dos quadros desmantelados [...] atravessados duma nostalgia mordaz, no seu peso dourado de molduras rotas que ressuscitavam memórias do outro antigo jogo do «trompe l'oeil»" . Estes trabalhos abrem as portas para as imagens que se seguem, "de mistério e humor"  (veja-se, por exemplo, Vida e Morte, 1972) , onde joga com paradoxos da representação do espaço no plano da pintura.
De um "enorme rigor de perspetiva, [...] luminosidade intensa e [...] cromatismo penetrante"  estas pinturas articulam, com efeitos inesperados, a representação perspética tradicional e fundos ou imagens totalmente planos. "vemos casas fantasmas, flutuando no espaço. Ou deparamos com felinos, feitos pássaros, a voar sobre caixões vazios [...]. A instabilidade das formas suspensas, a estranheza dos conjuntos representados [...] onde nenhuma presença humana surge, criam uma atmosfera de «suspense» e ameaça [...]" .
A espacialidade da imagem dilata-se, depois, quando inicia a sua fase de Paisagismo abstrato de temática cósmica, que coincide temporalmente com o desenvolvimento de trabalhos diferentes em que utiliza a colagem e a fotografia.
"Um dos aspetos mais peculiares da obra de Eduardo Nery tem que ver com o seu gosto (e imensa competência) em adequar as pesquisas visuais a uma grande diversidade de técnicas e suportes. Sendo fundamentalmente pintor, ele dedicou parte substancial da sua carreira à decoração de espaços arquitetónicos, através do azulejo, da tapeçaria e do vitral" , realizando, nestes domínios, uma obra vasta e diversificada.

## Algumas obras
- Pavimento em calçada-mosaico nas escadas e galeria comercial inferior do Edifício Franjinhas, Lisboa, 1967-1969[8]
- Dois painéis de labirintos em betão aparente nas empenas do Edifício Franjinhas, Lisboa, 1967-1969[8]
- Pavimento da Praça da República (arquitetura Formosinho Sanchez), Redondo, 1968-1971[9]
- Decoração interior do Centro Comercial Riyadh, Cascais, 1977[10]
- Pátio do Centro de Saúde de Mértola, volumes geométricos revestidos com azulejo de padrão, 1981[11]
- Estação Ferroviária de Contumil
- Pavimento no adro da Capela de Nossa Senhora da Saúde (Praça Martim Moniz) e Rua da Mouraria (arquitetura José Lamas e Carlos Santos Duarte), Lisboa, 1987-1991[12]
- Abóbada Celeste, Sede da Caixa Geral de Depósitos, Lisboa, 1993
- Estação Campo Grande, Lisboa, 1993
- Painel na Avenida Infante Santo, Lisboa, 1994[13]
- Decoração interior do Centro Comercial do Laranjeiro, Almada, 1994[14]
- Painel no Aeroporto Internacional de Macau, 1994-1995[15]
- Sede da Associação Nacional de Farmácias, Lisboa, 1995[16]
- Pavimento da Praça do Município (arquitetura Francisco Silva Dias), Lisboa, 1998
- Agencia Portagem do Montepio Geral, Coimbra,1998
- Viaduto do Campo Grande, Lisboa, 1998[17]
- Viaduto Infante Santo, Lisboa, 2002[18]
- Jardim do Laranjal, Palácio Fronteira (arquitetura paisagista Cristina Castel-Branco), Lisboa, 2009[19]
- Painel na Fábrica da Sociedade Central de Cervejas e Bebidas, SA, Vialonga (destruido)
- Vitrais na Igreja de São Miguel de Queijas
- Vitrais na Antiga Capela da Misericórdia de Barcelos
- Serviço de mesa, chá e café Nery, Vista Alegre
- Painel no passeio ribeirinho da foz do rio Trancão, Sacavém

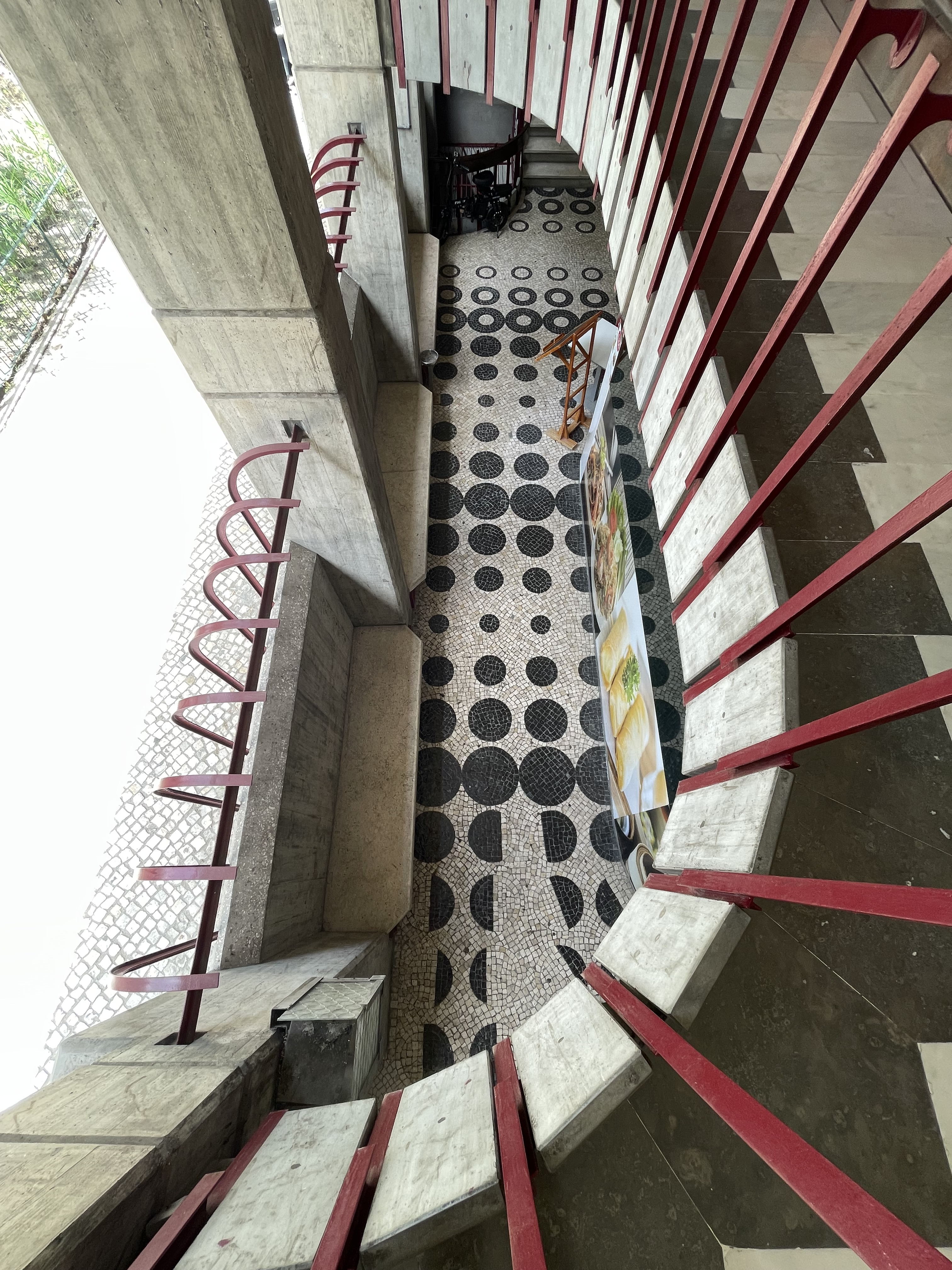
Edifício Franjinhas, Lisboa, 1967-1969
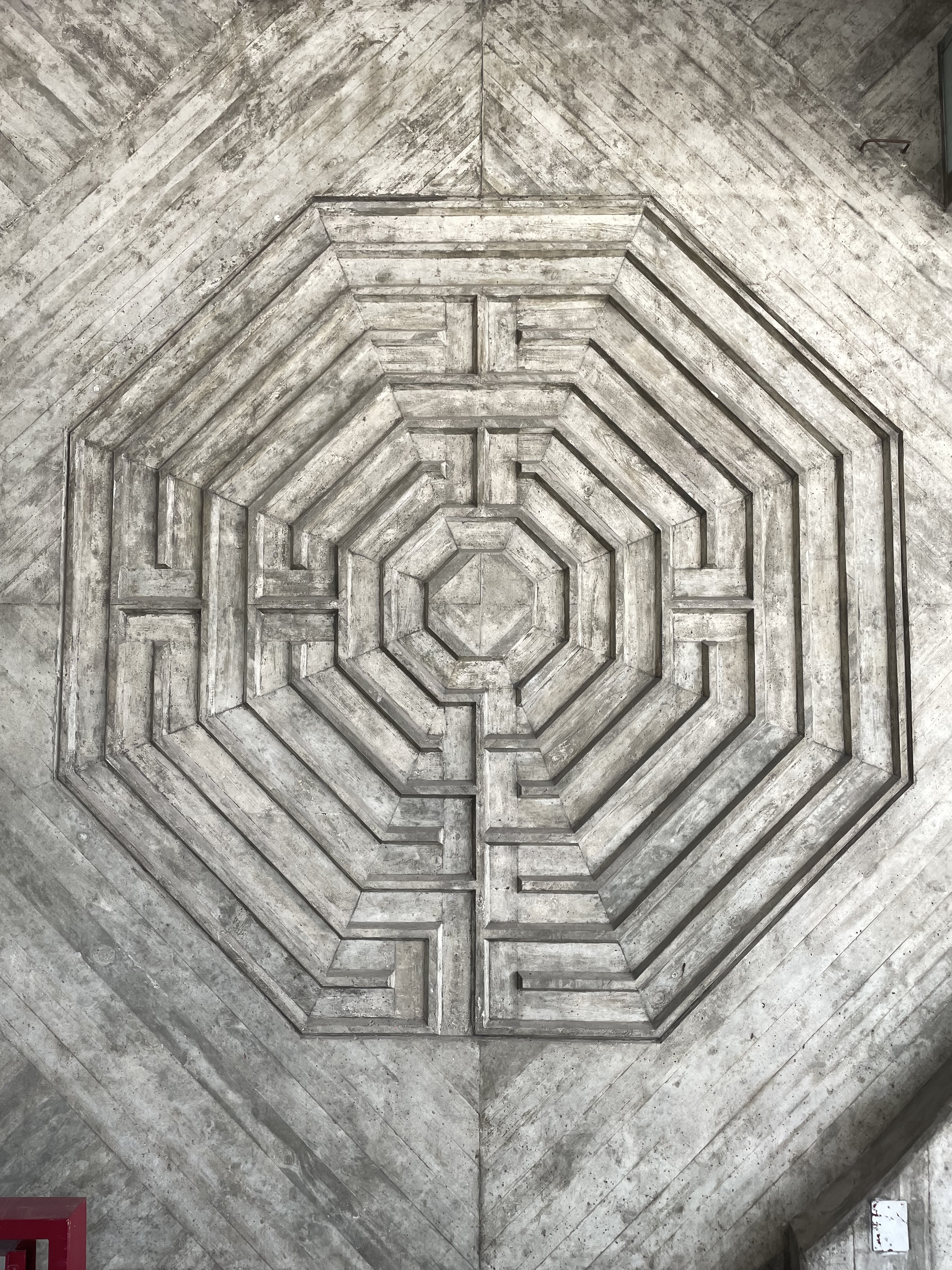
Edifício Franjinhas, Lisboa, 1967-1969
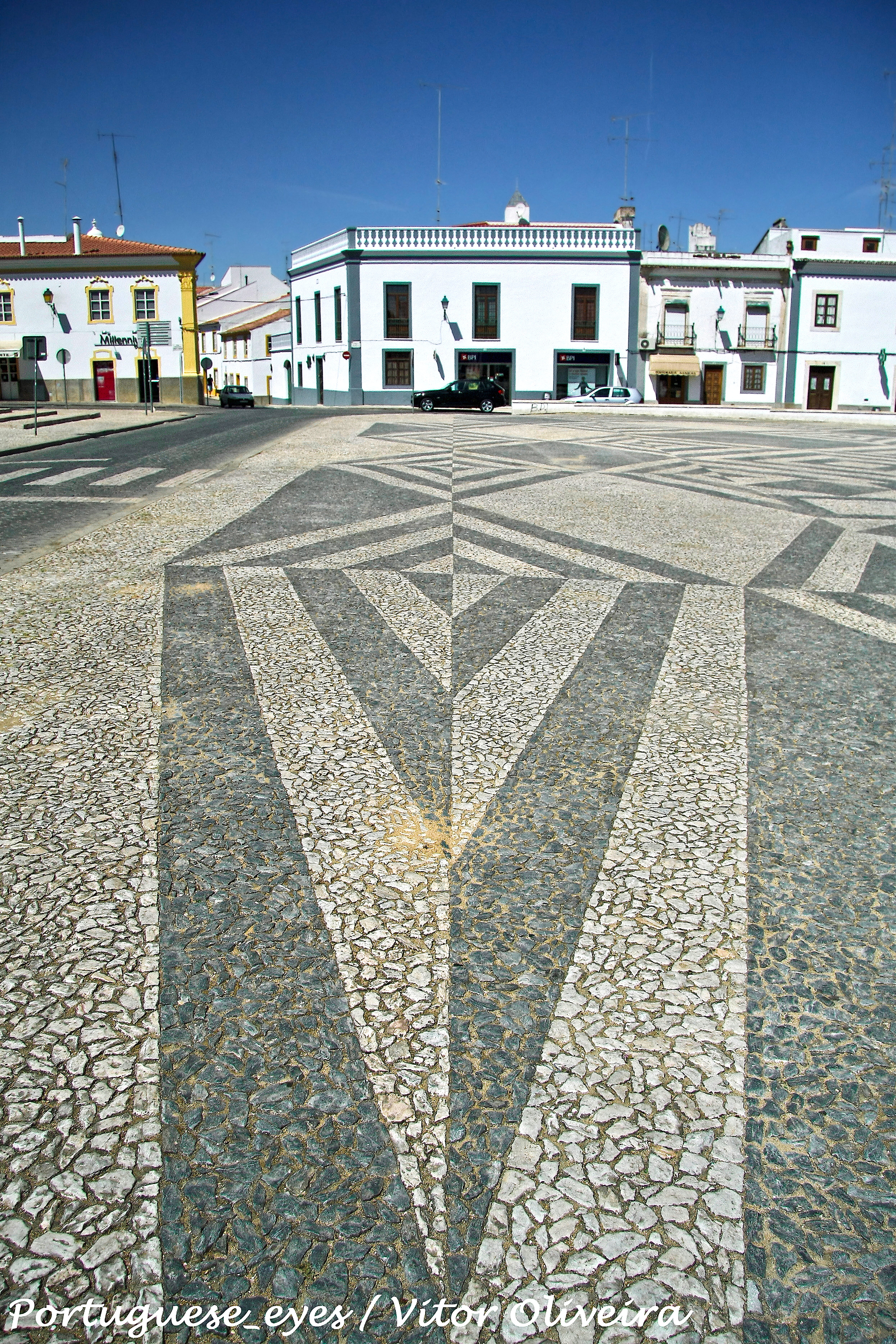
Praça da República, Redondo, 1968-1971
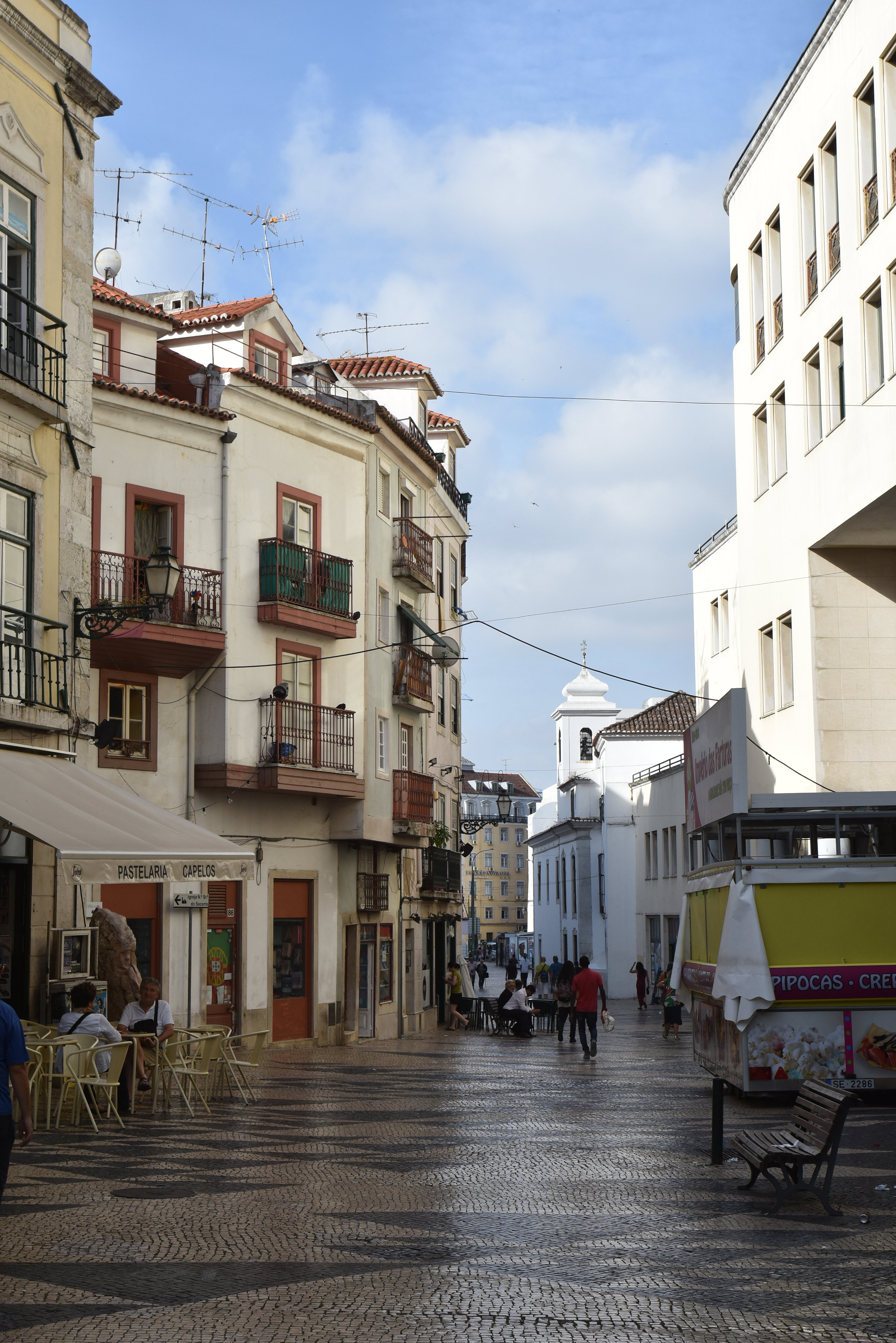
Rua da Mouraria, Lisboa, 1987-1991
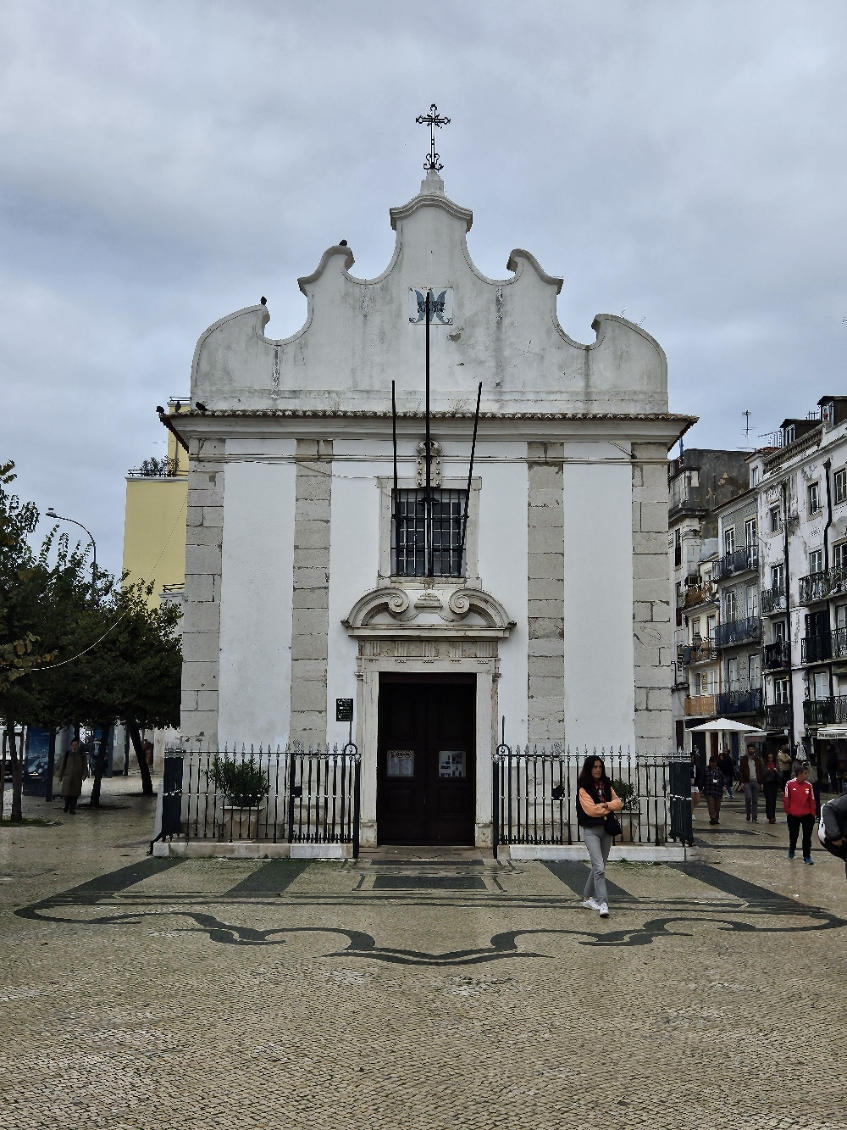
Adro da Capela de Nossa Senhora da Saúde, Praça Martim Moniz, Lisboa, 1987-1991
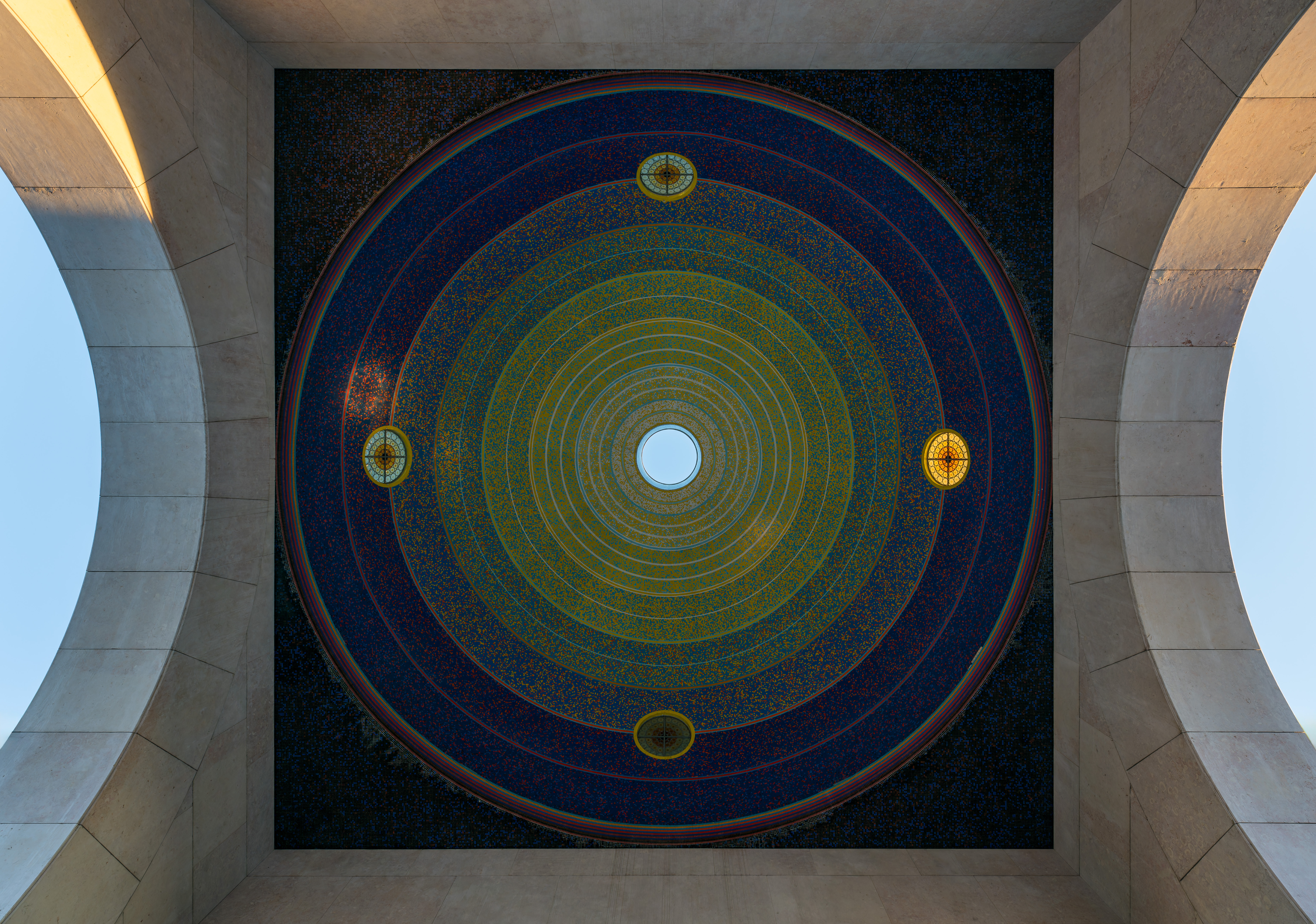
Abóbada Celeste, Sede da Caixa Geral de Depósitos, Lisboa, 1993
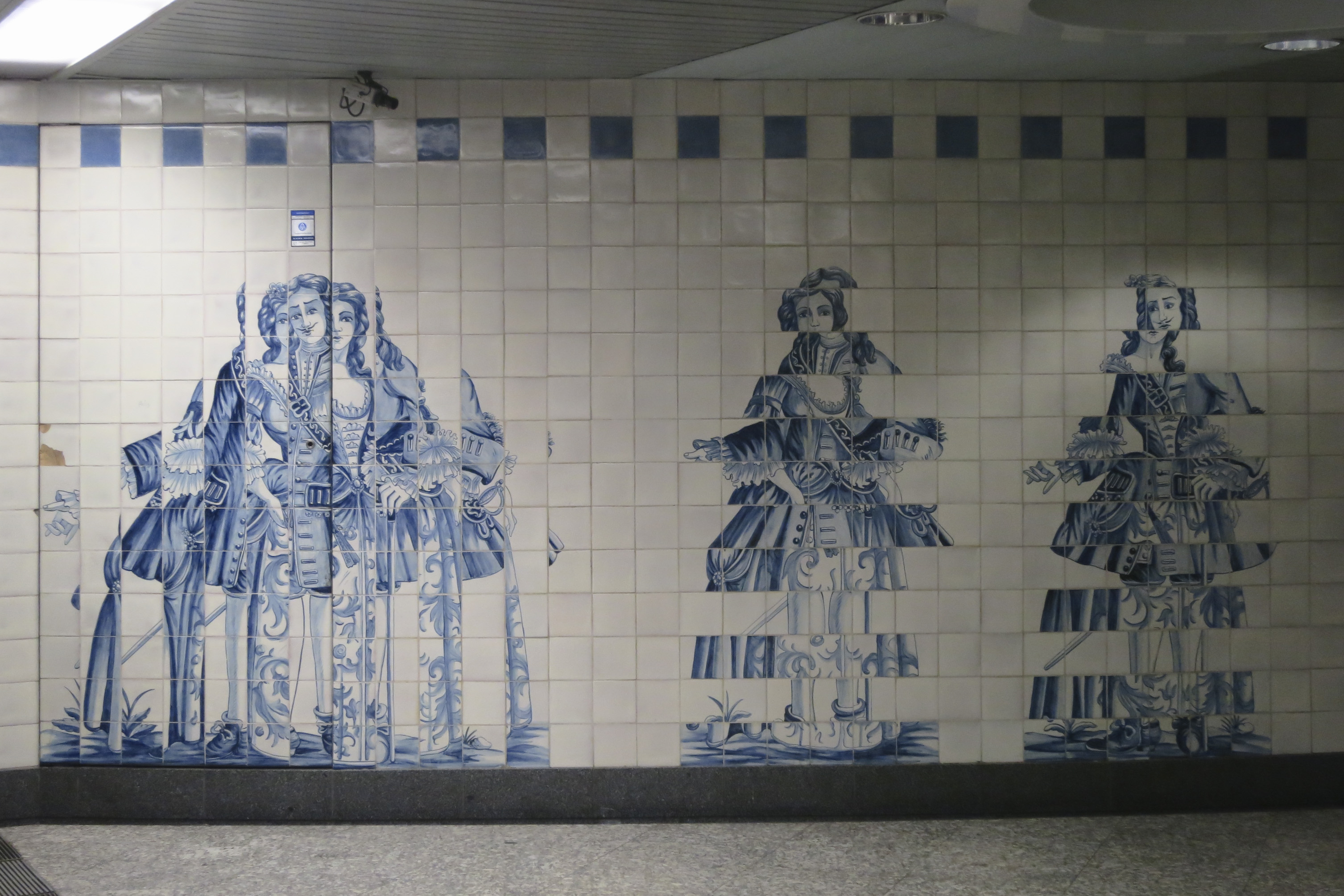
Estação Campo Grande, Lisboa, 1993
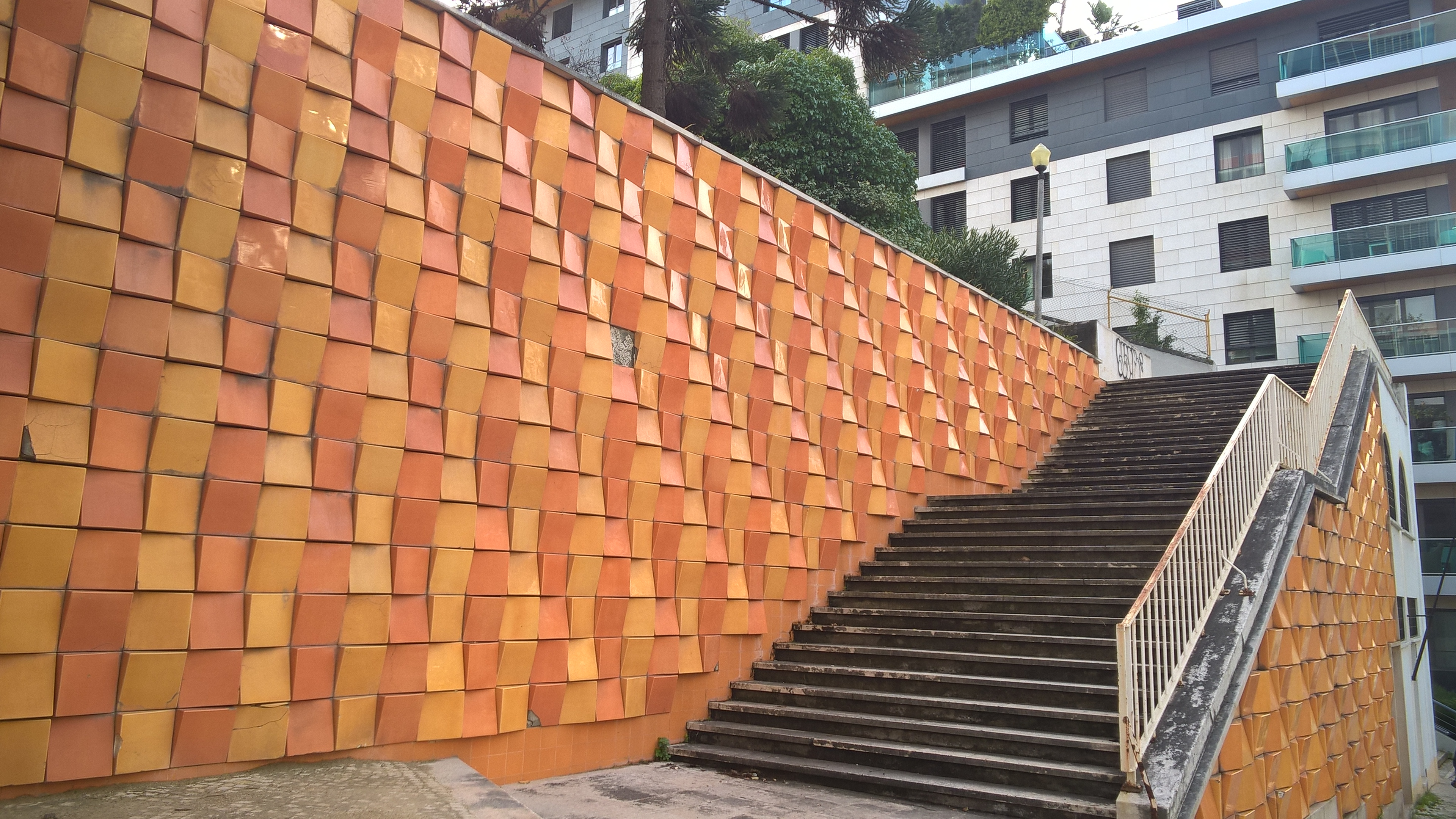
Avenida Infante Santo, Lisboa, 1994
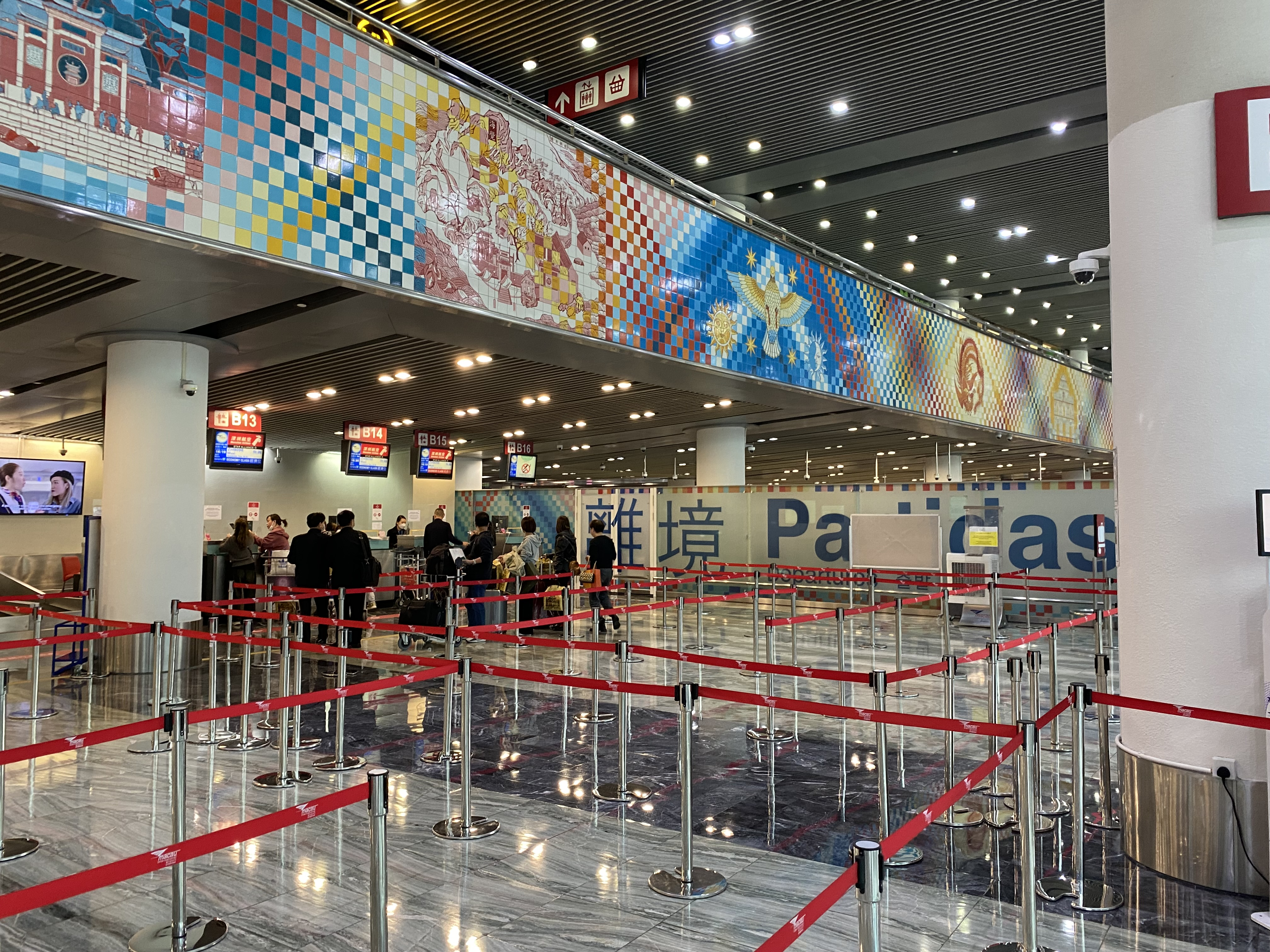
Aeroporto Internacional de Macau, 1994-1995
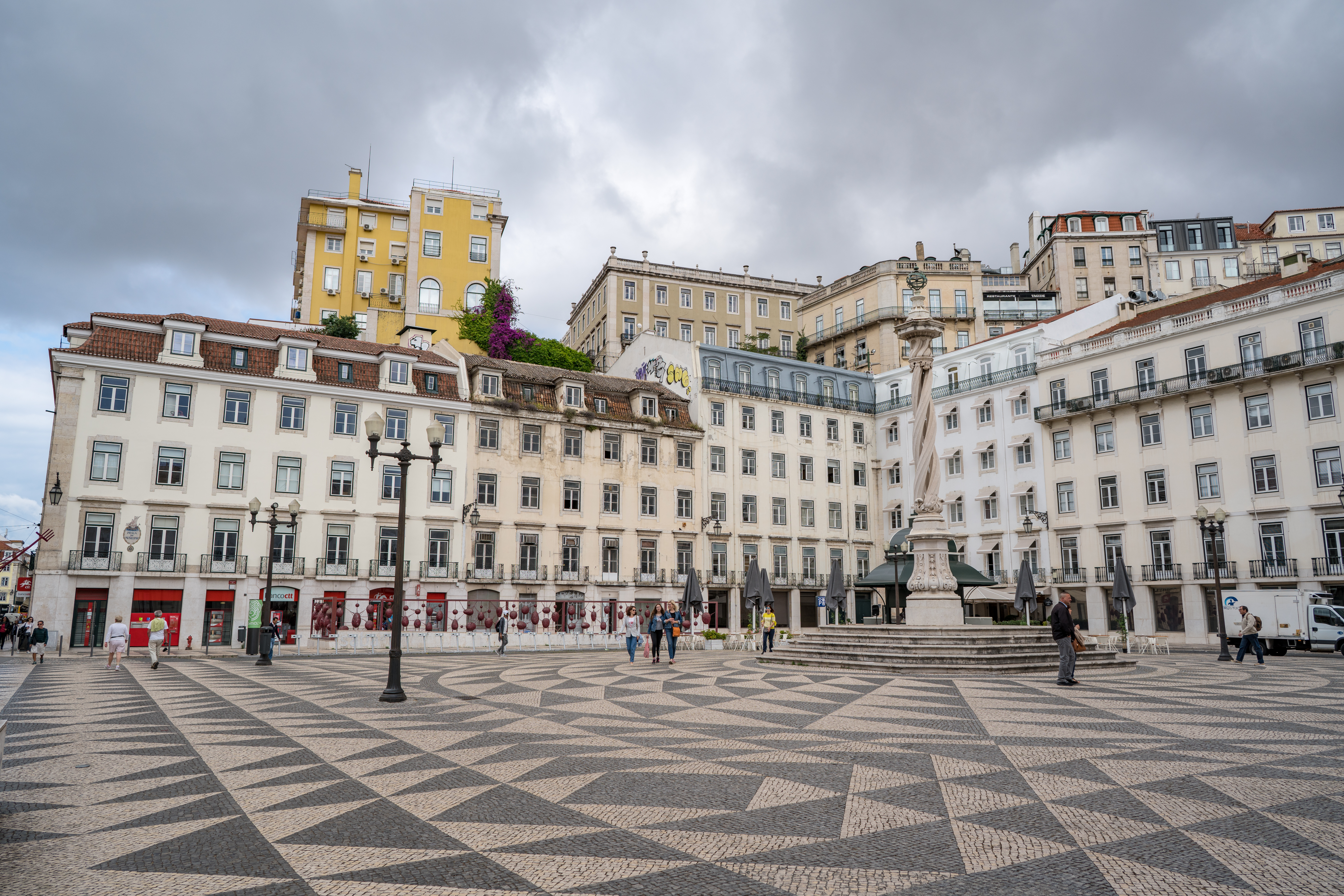
Praça do Município, Lisboa, 1998
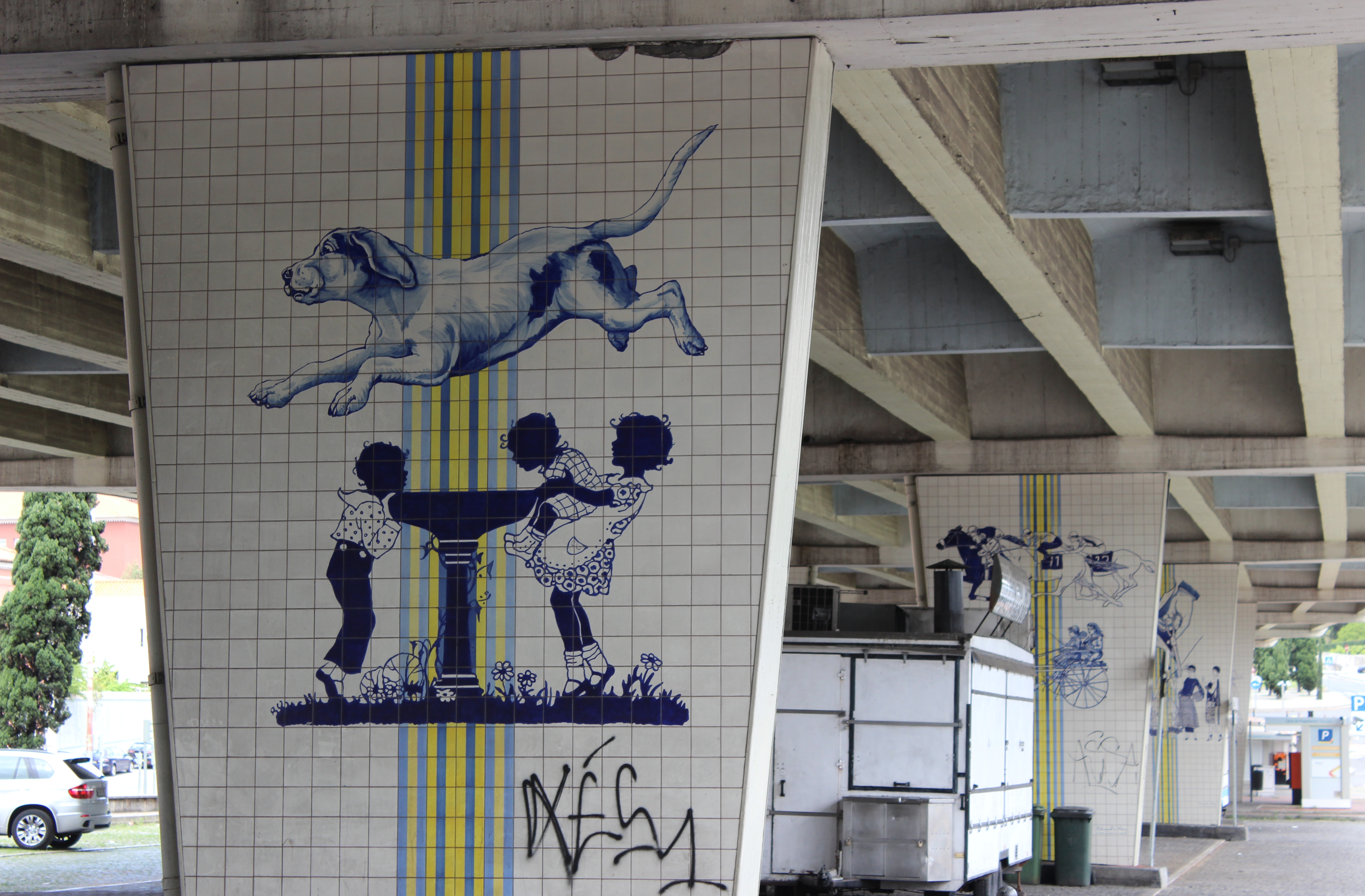
Viaduto do Campo Grande, Lisboa, 1998
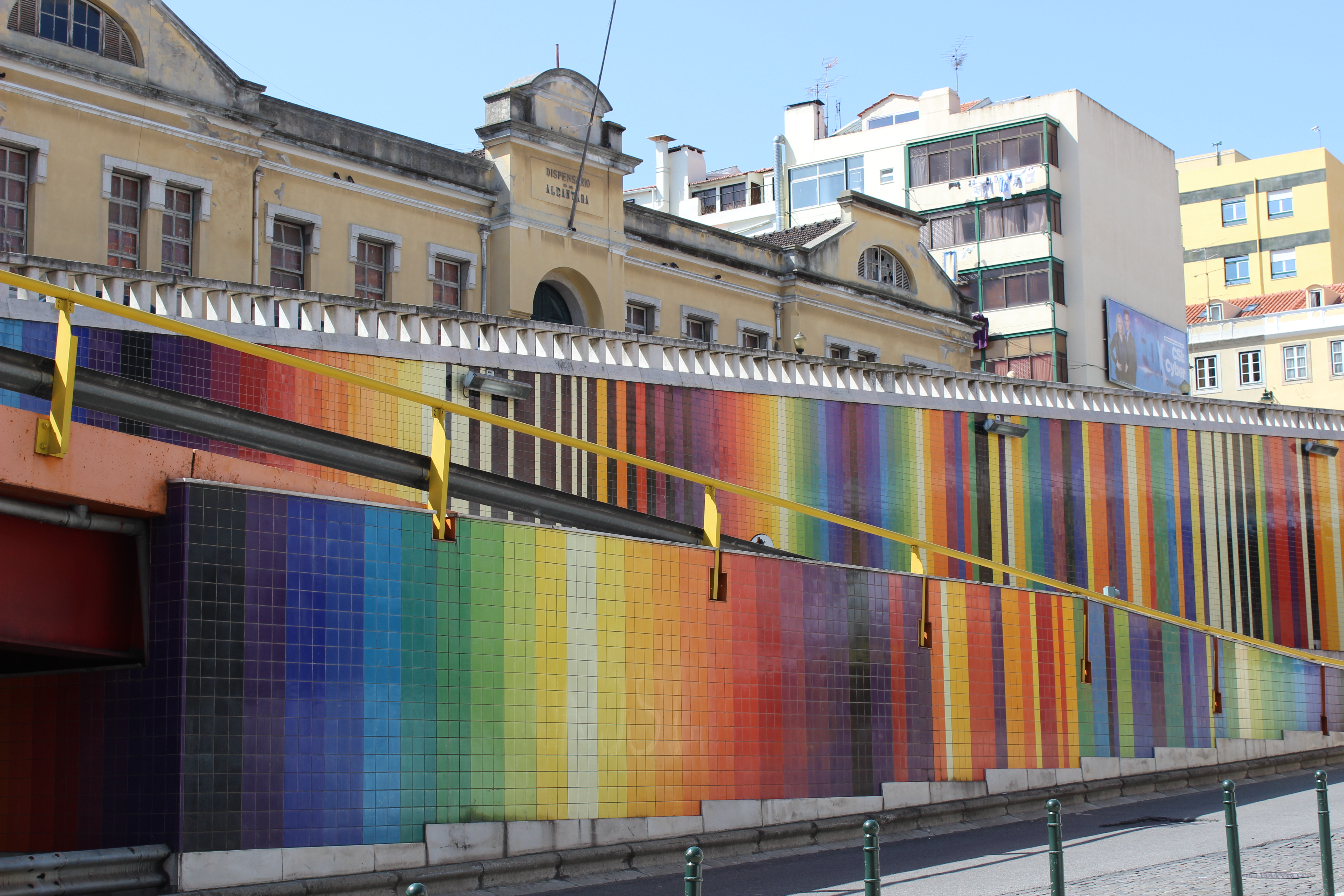
Viaduto do Infante Santo, Lisboa, 2002